# Felhőkarcoló

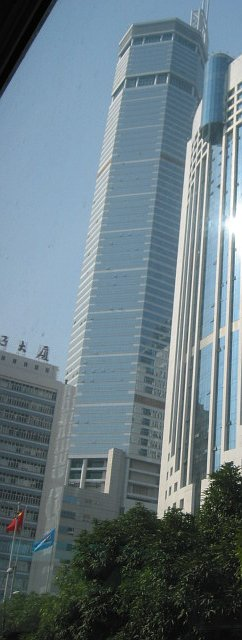
A SEG Plaza Sencsenben

A felhőkarcolók nagyon magas, lakható épületek. Nincs általános meghatározás arra, hogy milyen magasság felett nevezünk felhőkarcolónak egy épületet, leginkább azokra mondjuk, amik kimagaslanak a többi épület közül.
Az Amerikai Egyesült Államokban és Európában most az alsó határ úgy 150 m körül van, a 300 méternél magasabb épületekre a supertall („szupermagas”) jelzőt használják. De ennél alacsonyabbakra is rámondják, ha jelentősen kimagaslik a környezetből.
A felhőkarcoló (skyscraper) kifejezést a 19. századtól használják, amikor az Egyesült Államokban, New Yorkban és Chicagóban megjelentek az első magas épületek.
Egy felhőkarcoló építése persze sok gonddal jár. Egy nagyobbnak már külön infrastruktúrával kell rendelkeznie, mert már akkora, mint egy kisebb város. Gondot jelent az épület stabilitása, fenntartása és az épületen belüli közlekedés is.
Ennek ellenére a 20. század elejétől szinte minden fejlett város épített már felhőkarcolót, sőt már éles verseny alakult ki, úgyhogy napjainkban is egyre többet és egyre magasabbakat építenek.

## Története

### A kezdetek
A 19. század végéig ritkák voltak a 6 emeletnél magasabb épületek. Ha lett volna megfelelően erős anyag és építési technika, akkor is gondot jelentett a felvonó és a vízpumpa hiánya. A vizet 50 méternél magasabbra már csak nehézkesen tudták felnyomni. Egy korai példa a magasabb épületekre a jemeni Sibám város, ahol a 16. században felépítettek, úgy 500 darab 5–9 emeletes tornyot.
A 17. században a skóciai Edinburgh-ben, amikor a városfal szűk lett, egyre magasabban kezdtek el építeni. Általánossá váltak a 11 emeletes épületek is, és a legmagasabb 14 emeletes volt.

## 1890–1990: Az Egyesült Államokban

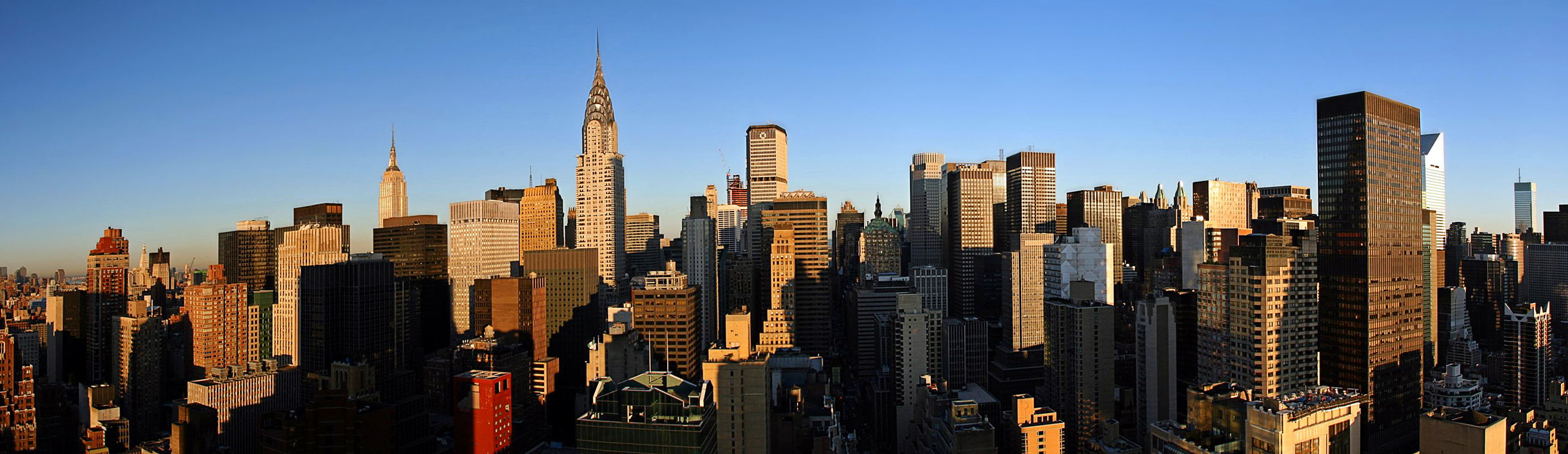
New York látképe

Az Empire State Building több mint 40 éven keresztül, egészen 1972-ig a Föld legmagasabb épülete volt, amíg meg nem épült a World Trade Center 417 méteres magasságával, amit két évvel később 1974-ben a chicagói Sears Tower előzött meg 442,1 méterével. Erre az időre New York már elveszítette kizárólagos dominanciáját. Az Egyesült Államok többi városában, főleg Chicagóban is elkezdtek épülni a felhőkarcolók.
1980-tól kezdve rengeteg felhőkarcolót kezdtek el építeni, de már nem olyan magasakat.
| Év    | Szám             |
| ----- | ---------------- |
| 1900. | 3                |
| 1910. | 12               |
| 1920. | 28               |
| 1930. | 154              |
| 1940. | 217              |
| 1950. | 228              |
| 1960. | 298              |
| 1970. | 589              |
| 1980. | 1230             |
| 1990. | 2036             |
| 2000. | 3044             |
| 2008. | 4227             |
| 2010. | 13050(tervezett) |

### 1990–napjainkig: Az ázsiai országok felhőkarcolói

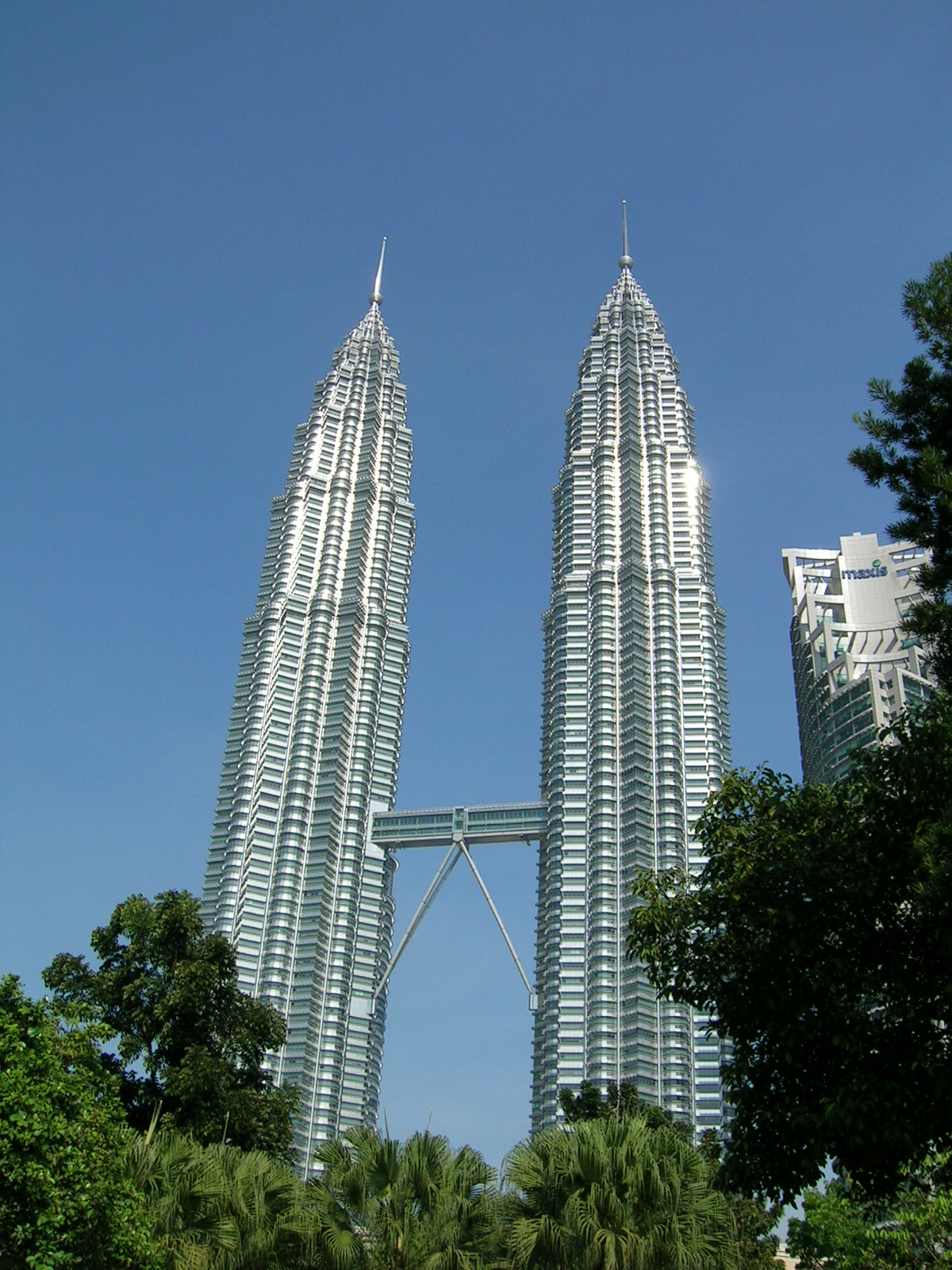
Petronas ikertornyok

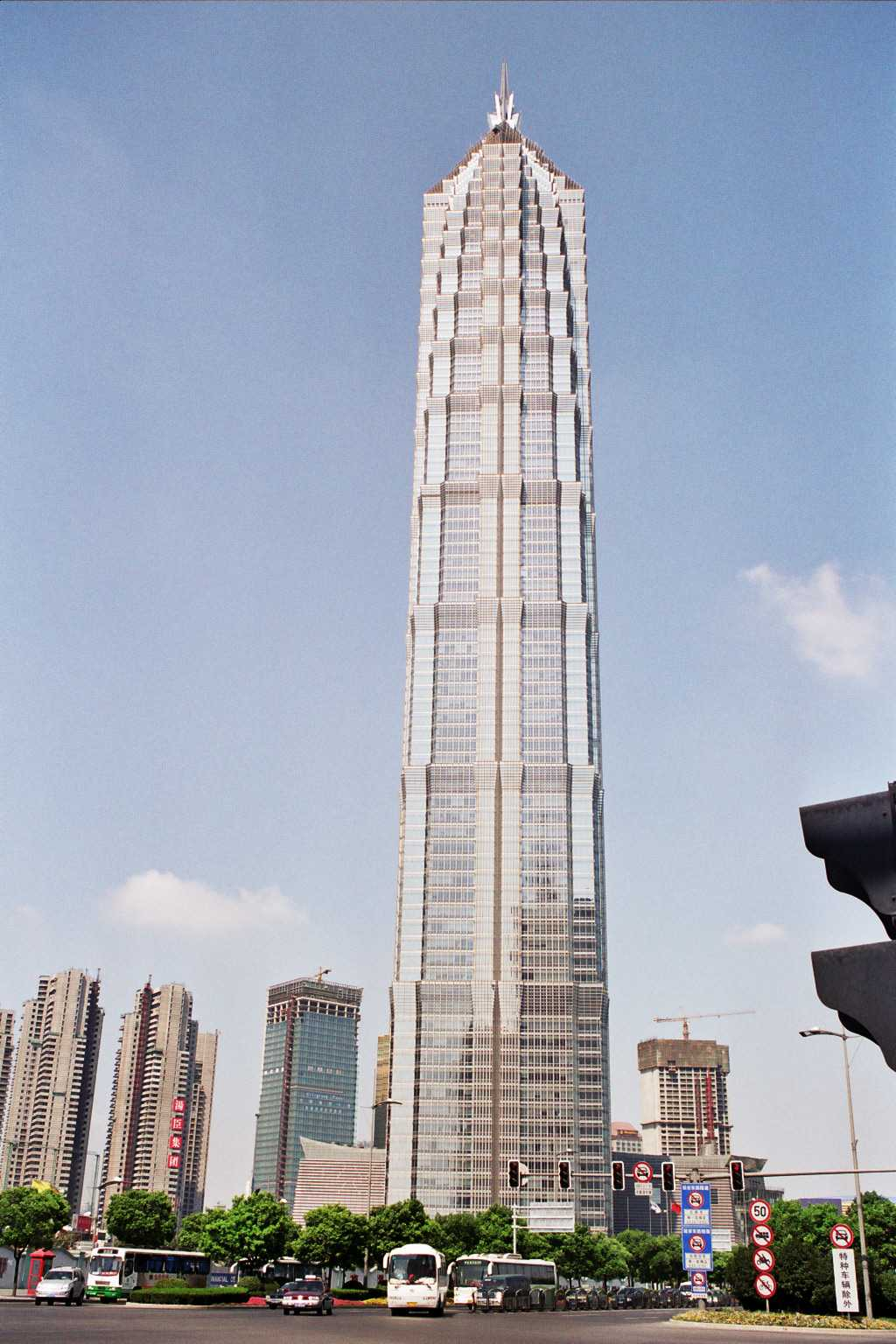
Jin Mao Tower

1998-ban Malajziában a Kuala Lumpur-i Petronas ikertornyok 452 méteres magasságukkal megelőzték a Sears Towert. Ekkorra már nem az Egyesült Államokban, inkább Ázsiában voltak a legnagyobb felhőkarcolók, ott is főleg az arab országokban, Kínában és Hongkongban. Jelenleg rengeteg felhőkarcoló építése folyik. Japánban a Landmark Tower benne van az első 50-ben, de nem éri el 300 métert.
Az arab országokban, főleg az öböl mentiekben, mint például az Egyesült Arab Emírségek, Katar és Szaúd-Arábia, nemcsak sok és magas felhőkarcoló van, de ott épült meg a világ legmagasabb felhőkarcolója, a Burj Kalifa, 828 méterrel 2010-ben.
Kínában, ahol az első 100 méter fölötti épület 1968-ban épült meg most már több, mint 500 van, ebből majdnem 200 Hongkongban. A város több mint 10 felhőkarcolója benne van az első 50-ben.
509,2 méteres magasságával a Taipei 101 vált 2004-ben a legmagasabb, s egyben az első 500 m fölötti épületté, Tajvan fővárosában, Tajpejben. Ezt a címet 2010-ig tartotta.
| Magasság           | Szám |
| ------------------ | ---- |
| 100 m-nél magasabb | 4554 |
| 150 m-nél magasabb | 1682 |
| 200 m-nél magasabb | 491  |
| 250 m-nél magasabb | 139  |
| 300 m-nél magasabb | 46   |
| 350 m-nél magasabb | 16   |
| 400 m-nél magasabb | 7    |
| 450 m-nél magasabb | 4    |
| 500 m-nél magasabb | 2    |
| 800 m-nél magasabb | 1    |

### Felhőkarcolók 2015-ben
Már pár éven belül is a felhőkarcolók magasság szerinti beosztásának sorrendje drámaian megváltozik. 2015-ig több felhőkarcoló készül el, többek között a Burdzs Kalifa, amely a 828 méteres magasságot érte el, majd a második, a szaúd-arábiai Mekkában az Abrádzs al-Bajt, egy hatalmas héttornyú épület, aminek a legmagasabb tornya 595 méter. Dubajban ezen kívül még számos 500 méter fölötti felhőkarcolót terveznek és egy 1050 m-eset, aminek építését még nem kezdtek el.
Dél-Korea 2015-re készíti el a 151 Incheon Towert, ami 613 méterrel a második lesz.
Oroszországban szintén ebben az időszakban fejeznek be néhány felhőkarcolót, úgymint a 612 méter magas Rosszija felhőkarcolót és a 360 méter magas Federation Towert.

## A jelenlegi legmagasabb felhőkarcolók

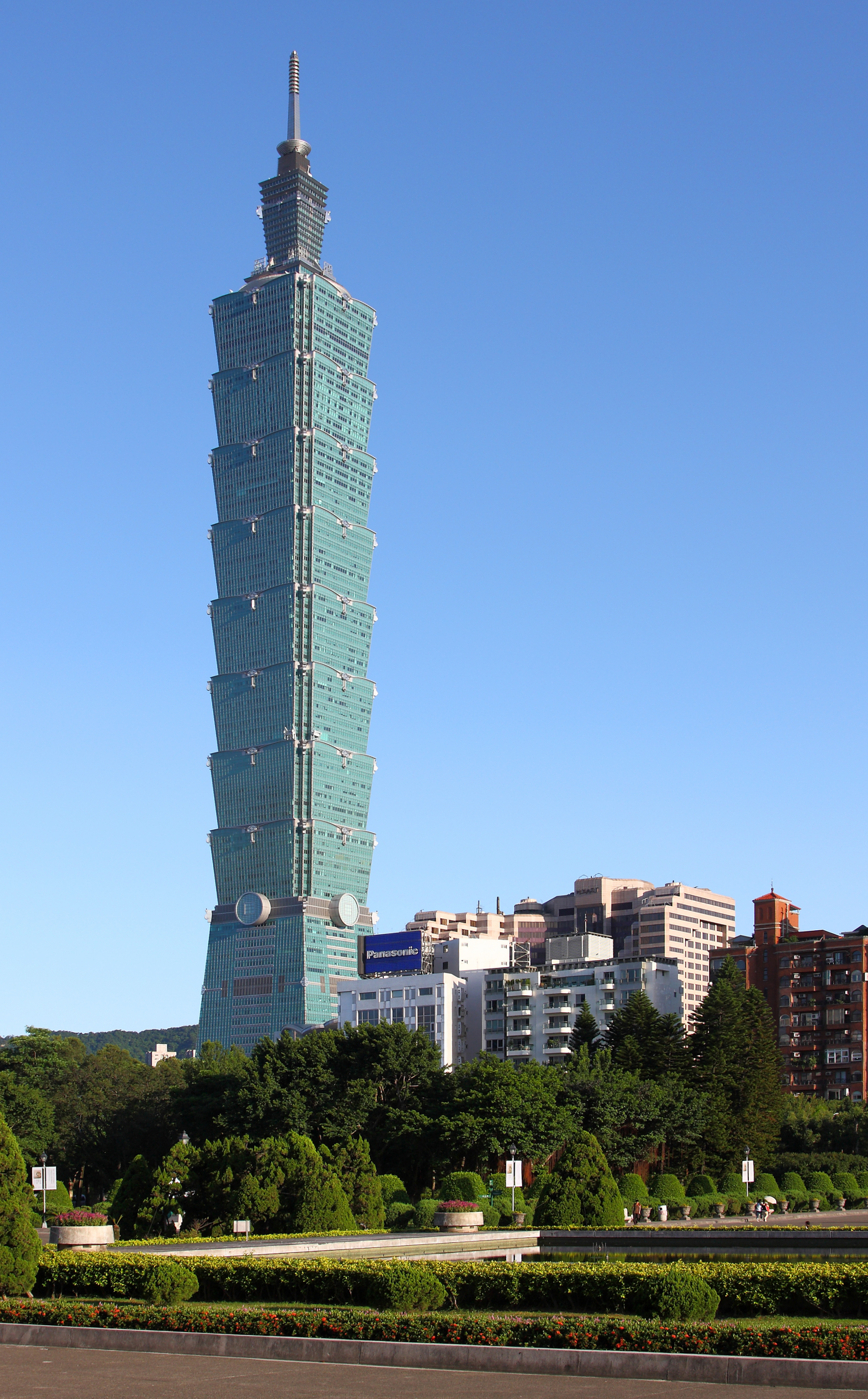
Taipei 101 a második legmagasabb felhőkarcoló
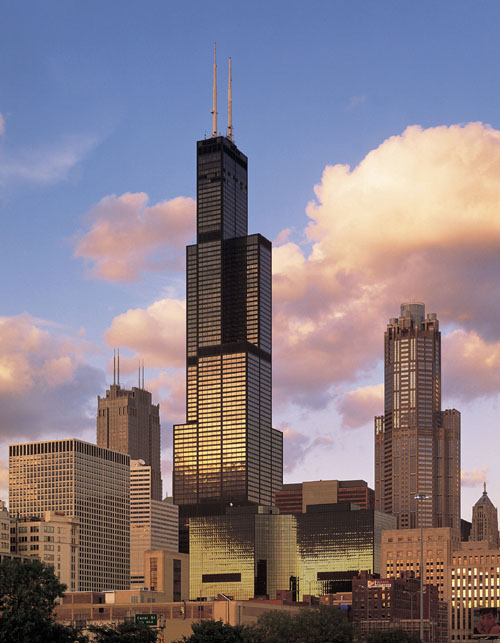
Willis Tower
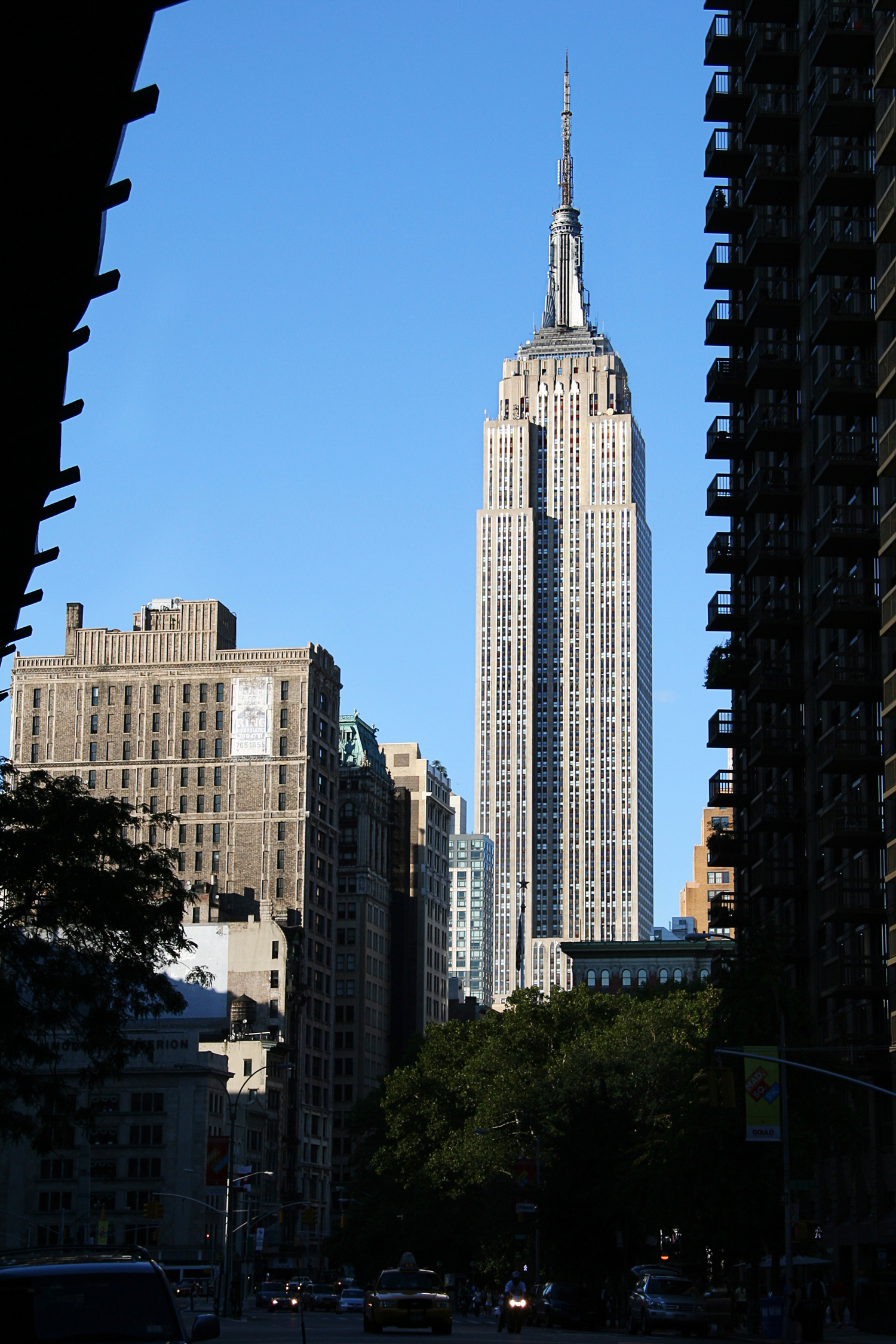
Empire State Building
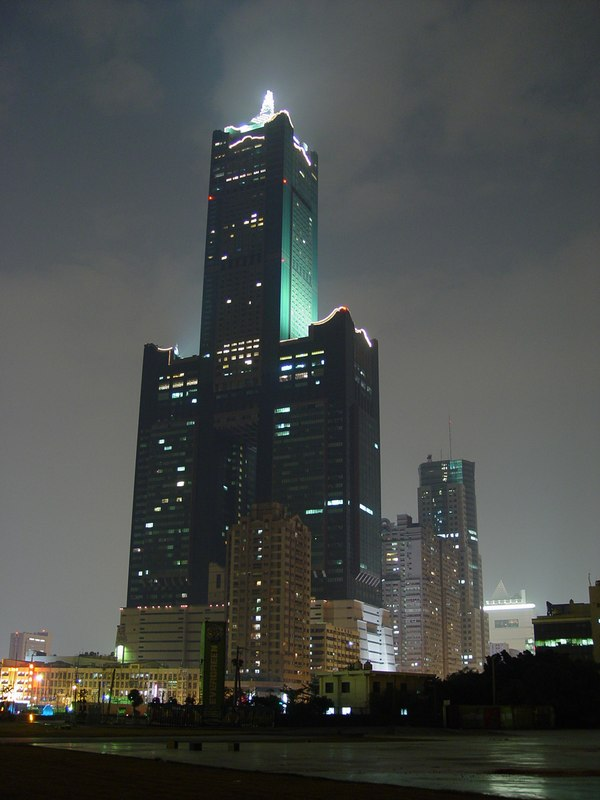
Tuntex 85 Sky Tower